# Campeonato Brasileiro Série B 1972
Il Campeonato Brasileiro Série B 1972 è stata la seconda edizione del Campeonato Brasileiro Série B ed è stata vinta dal Sampaio Corrêa. All'epoca il sistema di promozione e retrocessione non c'era, quindi nessun club è stato promosso.

## Prima fase

### Gruppo A
| Pos. | Squadra           | Pt | G  | V | N | P | GF | GS | DR |
| ---- | ----------------- | -- | -- | - | - | - | -- | -- | -- |
| 1    | Sampaio Corrêa    | 13 | 10 | 5 | 3 | 2 | 12 | 4  | +8 |
| 2    | Tiradentes        | 12 | 10 | 4 | 4 | 2 | 12 | 9  | +3 |
| 3    | Moto Club         | 12 | 10 | 4 | 4 | 2 | 7  | 6  | +1 |
| 4    | Fortaleza         | 11 | 10 | 5 | 1 | 4 | 9  | 9  | 0  |
| 5    | Guarany de Sobral | 6  | 10 | 2 | 2 | 6 | 8  | 15 | -7 |
| 6    | Flamengo-PI       | 6  | 10 | 1 | 4 | 5 | 9  | 14 | -5 |

### Gruppo B
| Pos. | Squadra        | Pt | G  | V | N | P | GF | GS | DR  |
| ---- | -------------- | -- | -- | - | - | - | -- | -- | --- |
| 1    | Campinense     | 14 | 10 | 7 | 0 | 3 | 20 | 9  | +11 |
| 2    | América-RN     | 13 | 10 | 5 | 3 | 2 | 15 | 10 | +5  |
| 3    | River          | 12 | 10 | 5 | 2 | 3 | 14 | 14 | 0   |
| 4    | Ferroviário-MA | 12 | 10 | 4 | 4 | 2 | 12 | 9  | +3  |
| 5    | Maguari        | 5  | 10 | 2 | 1 | 7 | 7  | 15 | -8  |
| 6    | Calouros do Ar | 4  | 10 | 1 | 2 | 7 | 11 | 22 | -11 |

### Gruppo C
| Pos. | Squadra               | Pt | G | V | N | P | GF | GS | DR |
| ---- | --------------------- | -- | - | - | - | - | -- | -- | -- |
| 1    | CSA                   | 10 | 8 | 4 | 2 | 2 | 14 | 11 | +3 |
| 2    | América-PE            | 10 | 8 | 4 | 2 | 2 | 8  | 9  | -1 |
| 3    | Botafogo-PB           | 9  | 8 | 3 | 3 | 2 | 13 | 8  | +5 |
| 4    | Alecrim               | 6  | 8 | 1 | 4 | 3 | 10 | 12 | -2 |
| 5    | Ferroviário do Recife | 5  | 8 | 1 | 3 | 4 | 7  | 12 | -5 |

### Gruppo D
| Pos. | Squadra                | Pt | G  | V | N | P | GF | GS | DR  |
| ---- | ---------------------- | -- | -- | - | - | - | -- | -- | --- |
| 1    | Atlético de Alagoinhas | 18 | 10 | 8 | 2 | 0 | 18 | 4  | +14 |
| 2    | Itabaiana              | 11 | 10 | 4 | 3 | 3 | 13 | 10 | +3  |
| 3    | Central-PE             | 11 | 10 | 3 | 5 | 2 | 8  | 6  | +2  |
| 4    | Confiança              | 7  | 10 | 2 | 3 | 5 | 10 | 15 | -5  |
| 5    | Fluminense de Feira    | 7  | 9  | 1 | 5 | 3 | 9  | 16 | -7  |
| 6    | São Domingos-AL        | 5  | 9  | 1 | 2 | 6 | 9  | 16 | -7  |

## Seconda fase

### Gruppo E
| Pos. | Squadra                | Pt | G | V | N | P | GF | GS | DR |
| ---- | ---------------------- | -- | - | - | - | - | -- | -- | -- |
| 1    | Sampaio Corrêa         | 8  | 6 | 3 | 2 | 1 | 6  | 3  | +3 |
| 2    | Tiradentes             | 8  | 6 | 3 | 2 | 1 | 6  | 3  | +3 |
| 3    | Atlético de Alagoinhas | 4  | 6 | 1 | 2 | 3 | 2  | 5  | -3 |
| 4    | Itabaiana              | 4  | 6 | 1 | 2 | 3 | 2  | 5  | -3 |

### Gruppo F
| Pos. | Squadra    | Pt | G | V | N | P | GF | GS | DR |
| ---- | ---------- | -- | - | - | - | - | -- | -- | -- |
| 1    | Campinense | 12 | 6 | 6 | 0 | 0 | 11 | 2  | +9 |
| 2    | América-RN | 8  | 6 | 4 | 0 | 2 | 9  | 5  | +4 |
| 3    | CSA        | 2  | 6 | 1 | 0 | 5 | 3  | 8  | -5 |
| 4    | América-PE | 2  | 6 | 1 | 0 | 5 | 3  | 11 | -8 |

## Finale
| 17 dicembre 1972                             | Sampaio Corrêa       | 1 – 1 (d.t.s.) | Campinense |  |
| \| \| \| \| \| \| Tiri di rigore 5 – 4 \| \| |                      |                |            |  |
|                                              |                      |                |            |  |
|                                              | Tiri di rigore 5 – 4 |                |            |  |